# Higashimurayama (Tokio)
Higashimurayama (jap. 東村山市, -shi) ist eine japanische Stadt in der Präfektur Tokio.

## Geographie
Higashimurayama liegt westlich von Tokio und südlich von Tokorozawa.

## Geschichte
Das Gebiet des heutigen Higashimurayama wird seit der japanischen Altsteinzeit bewohnt und es wurden zahlreiche Überreste aus der Jomon-, der Yayoi- und der Kofunzeit gefunden. Während der Kamakurazeit fand dort die Schlacht von Kumegawa statt.
Nach der Meiji-Restauration kam die Gegend, die vorher hauptsächlich zur Krondomäne des Shōguns (bakuryō) gehört hatte, zu den Präfekturen Nirayama, Shinagawa und ab 1872 zu Kanagawa; ein kleiner Teil – das Dorf Onta – gehörte bis 1880 noch zu Saitama. 1878 wurde bei der Reaktivierung und Neuordnung der antiken Landkreise als Untergliederung der Präfekturen der Kreis Tama geteilt, das heutige Gebiet von Higashi-Murayama kam zum Kreis Nord-Tama. Bei der Einführung der preußisch beeinflussten, heutigen Gemeindeformen 1889 entstand im Kreis Nord-Tama von Kanagawa aus den vormodernen Dörfern Noguchi (野口), Megurita (廻田), Onta (大岱), Kumegawa (久米川) und Minami-Akitsu (南秋津) die Dorfgemeinde Higashimurayama (Higashimurayamamura, „Dorf Ost-Murayama“; siehe auch Musashi-Murayama für die Vorgeschichte des Namens Murayama für die Region). Am 1. April 1893 wurde die Stadt wie das gesamte Tama-Gebiet von der Präfektur Kanagawa an die Präfektur Tokio übertragen. 1942 wurde Higashimurayama [kreisangehörige] Stadt (-machi), am 1. April 1964 kreisfreie Stadt (-shi).

## Sehenswürdigkeiten
Der Hachikokuyama-Park befindet sich in Higashimurayama. Der Shōfuku-ji ist ein buddhistischer Tempel von 1407.

## Verkehr
- Zug:
  - Seibu Ikebukuro-Linie: nach Tokorozawa und Ikebukuro
  - Seibu Shinjuku-Linie: nach Shinjuku und Kawagoe

## Städtepartnerschaften
- Independence, Vereinigte Staaten, seit 1978
- Kashiwazaki, Japan, seit 1996
- Suzhou, Volksrepublik China, seit 2004

## Söhne und Töchter der Stadt
- Ken Shimura (1950–2020), Komiker
- Shōji Satō (* 1982), Badmintonspieler
- Stevia Egbus Mikuni (* 1998), Fußballspieler

## Angrenzende Städte und Gemeinden
- Kiyose
- Higashikurume
- Kodaira
- Higashiyamato
- Tokorozawa